# Felix Oinas
Felix Johannes Oinas (* 21. Februarjul. / 6. März 1911greg. in Tartu; † 25. September 2004 in Bloomington (Indiana)) war ein amerikanischer Linguist und Folklorist estnischer Herkunft.

## Leben
Oinas schloss 1930 das Lehrerseminar in Tartu ab und studierte anschließend an der Universität Tartu, wo er 1937 seinen Magister im Bereich der ostseefinnischen Sprachen machte. Das Studienjahr 1935/36 verbrachte er an der Universität Budapest, wo er neben Finnougristik auch Slawistik und Folkloristik studierte. Von 1938 bis 1940 war er in Budapest Lektor für Estnisch. Während der deutschen Besetzung Estlands im Zweiten Weltkrieg erforschte er estnische Niederlassungen östlich des Peipussees (d. h. im von der Wehrmacht besetzten Gebiet), was ihm später von der sowjetischen Forschung angekreidet wurde. 1944 verließ er Estland Richtung Deutschland, wo er sich von 1947 bis 1949 an der Universität Heidelberg fortbildete, ehe er 1949 in die USA übersiedelte.
Nach einem kurzen Aufenthalt an der Wayne State University in Detroit war er ab 1951 Lektor für slawische Sprachen an der Indiana University Bloomington, wo er im selben Jahr zum Dr. phil. promoviert wurde. Ab 1965 war er dort Professor.

## Werk
Oinas untersuchte nicht nur die slawisch-finnougrischen Beziehungen im Bereich der Folklore, sondern hat auch wichtige Forschungen zur slawischen Folklore und Mythologie vorgelegt. Das Gleiche trifft auf seine Untersuchungen zur estnischen und finnischen Folklore zu. Darüber hinaus hat Oinas zahlreiche kleine Studien zur estnischen Literatur vorgelegt, außerdem übersetzte er aus dem Ungarischen und Englischen.

## Auszeichnungen
- 1997 Orden des Staatswappens (II. Klasse)
- 1999 Ehrendoktor der Universität Tartu

## Schriften (Auswahl)

### Monografien
- Petöfi. Vabaduse ja armastuse laulik. Tartu: Eesti Kirjanduse Selts 1939. 162 S.
- The Karelians. New Haven: Human Relations Area Files 1955. XIV, 199 S.
- The Livonians. New Haven: Human Relations Area Files 1955. XI, 61 S.
- The Vepsians. New Haven: Human Relations Area Files 1955. XI, 61 S.
- The Votes. New Haven: Human Relations Area Files 1955. 52 S.
- The development of some postpositional cases in Balto-Finnic languages. Helsinki: Finno-Ugric Societay 1961. 190 S. (Mémoires de la Société Finno-Ougrienne 123)
- Studies in Finnic-Slavic folklore relations. Selected papers by Felix J. Oinas. Helsinki: Suomalainen Tiedeakatemia 1969. 214 S. (Folklore Fellow Communications 205)
- (ed.) Heroic epic and saga: an introduction to the world's great folk epics. Bloomington, Indiana: Indiana University Press 1978. 373 S.
- Kalevipoeg kütkeis ja muid esseid rahvaluulest, mütoloogiast ja kirjandusest. Kalevipoeg in Fetters and other essays on folklore, mythology and literature. Toronto: Oma Press Ltd. 1979. 248 S.
- Vargamäe tõde ja õigus. Esseid. s.l: Välis-Eesti & EMP 1984. 270 S.
- Essays on Russian Folklore and Mythology. Columbus, Ohio: Slavica 1985. 183 S.
- Studies in Finnic folklore. Homage to the Kalevala. s. l.: Suomalaisen kirjallisuuden seura 1985. 218 S.
- Surematu Kalevipoeg. Tallinn: Keel ja Kirjandus 1994. 181 S.
- Tuul heidab magama ja teisi esseid. Järelsõna: Jaan Undusk. Tallinn: Keel ja Kirjandus 1999. 275 S.

### Artikel
- George Gottfried Marpurg, in: Eesti Kirjandus 1935, S. 529–540.
- On the Estonian Terminative Particles, in: Ural-Altaische Jahrbücher 28, 1956, S. 208–214.
- Russian and Eastern Balto-Finnic linguistic contacts, in: American contributions to the Fourth International Congress of Slavicists. Moscow, September 1958. 's-Gravenhage 1958, S. 267–278.
- Concord in Balto-Finnic and Preposition Repetition in Russian, in: American Studies in Uralic Linguistics. Ed. by the Indiana University Committee on Uralic Studies. Bloomington 1960, S. 121–138.
- The problem of Russian influence on the word order of the Karelian-Finnish epic. – UAJb 34, 1962, S. 251–256 (Corrigenda in: UAJb 35 (1964), S. 131)
- Lutsu fantastilis-müütilised näidendid, in: Tulimuld 2/1978, S. 102–106.
- Naise eneseohverdamise probleem ja Tammsaare "Juudit", in: Tulimuld 4/1987, S. 205–212.
- Ida-Euroopa vampiirid, in: Keel ja Kirjandus 3/1991, S. 129–137.
- Kitzbergi draama "Libahunt" ja selle rahvaluule tagapõhi, in: Mana 57, 1995, S. 52–59.

## Sekundärliteratur
- Ronald F. Feldstein: Felix Johannes Oinas. Bibliography. Köln: Brill 1981. 51 S.
- Additions to F. J. Oinas‘ Bibliograph, in: Ural-Altaische Jahrbücher 60, 1988. S. 69–80.
- Jaan Undusk: Felix Oinas 80, in: Looming 3/1991, S. 421–423.
- Felix Oinas: Eluloolisi märkmeid ja mälestusi, in: Keel ja Kirjandus 2/1995, S. 120–128.
- Liina Sillaots: Felix Oinas ja Ungari, in: Keel ja Kirjandus 6/2000, S. 419–424.
- Jaan Undusk: Lahkus Felix Oinas (6. III 1911 Kambja – 25. IX 2004 Bloomington), in: Keel ja Kirjandus 1/2005, S. 77–80.